# Sabu (Egito)
Sabu foi um alto servidor público egípcio, possivelmente um nomarca ou prefeito, que exerceu durante o reinado de Miebido, faraó da I dinastia, de quem Walter Bryan Emery considera ser filho.

## Testemunhos da sua época
- A sua tumba é a S3111 da necrópole de Sacará.[nota 1]
- Uma jarra de cerâmica encontrada em Umel Caabe, tumba X de Miebido. Tem dois selos, do domínio ou entidade económica (Hr-sb-ht) e o de Sabu, Administrador (d-mr) e Supervisor dos Armazéns (hry wd;).[1]

## Túmulo
É uma mastaba situada ao norte de Sacará, na colina de um vale que antigamente era o lago de Abusir. Foi estudada por Walter Bryan Emery em 1936, que em princípio a atribuiu a Miebido devido aos selos encontrados. Foi construída com tijolos de adobe, e a fachada exterior segue o estilo de fachada de palácios, tão habitual na arquitectura funerária do Império Antigo.
Está dividida em sete salas, e na câmara funerária encontrou-se um sarcófago de madeira com os restos de Sabu, que descansava em postura fetal, como era costume na época. Do legado funerário perduraram elementos metálicos e líticos, como vasilhas de pedra e um disco dobrado sobre si mesmo e polido, conhecido como "disco de Sabu", um trabalho notável que mostra que os antigos artesãos dominavam a talha lítica. Também se acharam ferramentas de pedra, setas, objetos de cobre, e restos de um recipiente.
O "disco de Sabu", de que se desconhece a utilidade, está conservado no Museu do Cairo. Para alguns defensores, é suficientemente estranho para ser qualificado como Oopart.